# Gmina Dąbie (Powiat Krośnieński)
Die Gmina Dąbie ist eine Landgemeinde im Powiat Krośnieński der Woiwodschaft Lebus in Polen. Ihr Sitz ist das gleichnamige Dorf (deutsch Gersdorf) mit etwa 340 Einwohnern.

## Gliederung
Zur Landgemeinde (gmina wiejska) Dąbie gehören folgende Dörfer (deutsche Namen, amtlich bis 1945) mit Schulzenamt (sołectwo) und zugehörige Ortschaften:
- Brzeźnica (Briesnitz)
- Budynia (Bothendorf)
- Ciemnice (Thiemendorf)
- Dąbie (Gersdorf)
- Dąbki (Fritschendorf)
- Gola (Guhlow)
- Gronów (Grunow)
- Kosierz (Kossar) mit Kosierzec (Wassermühle oder Kossarmühle)
- Lubiatów (Liebthal)
- Łagów (Logau)
- Nowy Zagór (Deutsch Sagar, 1937–1945 Boberhöh)
- Pław (Plau) mit Godziejów (Karlswille)
- Połupin (Rusdorf)
- Stary Zagór (Wendisch Sagar, 1937–1945 Bobertal)
- Szczawno (Tschausdorf, 1937–1945 Schausdorf) mit Mokry Młyn (Untermühle (bei Tschausdorf)), Olszewiec (Untermühle (bei Thiemendorf)) und Suchy Młyn (Obermühle)
- Trzebule (Treppeln)

## Ehrenbürger
Der Fußballtrainer Hellmut Trunschke wurde 1928 im Dorf Grunow geboren und im Mai 2006 zum Ehrenbürger der Gemeinde ernannt.